# Нилотский антропологический тип
Нило́тский антропологи́ческий тип (восточноафриканский антропологический тип, нилотская раса) — один из вариантов малой негрской расы. Распространён в саваннах Центральной и Восточной Африки, в верхнем течении Нила — на территории Южного Судана, Уганды и других стран. Представители нилотского антропологического типа являются одними из самых высокорослых и темнокожих людей на планете. Наиболее ярко выражен данный тип у нилотских народов.
В классификации Г. Ф. Дебеца нилотский тип рассматривается как малая раса в составе африканской ветви большой негро-австралоидной расы (с особенностями, сочетающими часть признаков суданского типа негрской расы и часть признаков эфиопской расы). Также как отдельную расу нилотский тип рассматривал В. В. Бунак. Он включал нилотскую расу в состав африканской ветви тропического расового ствола вместе с суданской, негро-гвинейской, негрильской и бушменской расами.
В характеристике нилотского антропологического типа прослеживается изменение «классических» негроидных признаков, отождествляемых прежде всего с суданским типом, в направлении восточноафриканской (эфиопской) расы. В целом для нилотского типа характерны следующие признаки:
- очень тёмная пигментация кожи, имеющая иногда пепельный оттенок;
- сильнокурчавые чёрные волосы;
- очень высокий рост, составляющий в среднем до 180 см (мировой максимум), к одним из наиболее высокорослых нилотских народов относят, в частности, нуэр (средний рост мужчин 185 см) и ануак (средний рост мужчин 177 см)[9];
- менее толстые губы в сравнении с негроидами суданского типа;
- сравнительно более узкое лицо;
- менее выраженный прогнатизм в сравнении с соседними группами популяций негрской расы;
- крайне вытянутое телосложение;
- очень длинные конечности.

Вероятнее всего, образование нилотского типа происходило в процессе метисации с эфиопской расой. В результате этого между нилотским и эфиопским ареалами с одной стороны и между нилотским и ареалами других негрских групп с другой сложились популяции разнообразных смешанных и промежуточных антропологических вариантов, что делает крайне затруднительным проведение границ между указанными расами и типами.
Выделение нилотского, равно как и других антропологических типов негрской расы, по утверждению антрополога С. В. Дробышевского, является приблизительным, так как популяции на территории распространения указанной расы плохо изучены и описаны.